# Forst (sör)
A Forst a legjelentősebb olasz sörmárka azok közül, amelyeket nem vásárolt fel egy multinacionális cég. A német alapítású sör neve annak a településrésznek, a Trentino-Alto Adige régióban található Lagundo községhez tartozó Forestának a német nevéből (Forst) származik, ahol gyártják.

## Története
A Forst főzdéjét 1857-ben alapította két lagundói vállalkozó, Johann Wellnofer és Franz Tappeiner. Sörükhöz a közeli, 1793 méter magas Monte Marlengo hegy irányából érkező jó minőségű vizet használták fel. Hat év múlva, amikor a termelés még csak az évi 500 eimert érte el, üzemük Joseph Fuchshoz került, akinek leszármazottai ma is birtokolják. Ő volt az, aki az első igazi gyárat felépítette a Meranót és a Val Venostát összekötő régi út mellett. A termelés hamarosan elérte az évi 6000 hektolitert, 1901-re pedig már 22 500 hektoliterre emelkedett. A tulajdonos feleségével, Filomenával együtt megvásárolt és irányított még több más környékbeli szállodát is, majd 1892-ben, halála után minden fiához, Hanshoz került, akinél egészen 1917-ig maradt. Az általa folytatott modernizáció eredményeképpen (többek között sziklába vájt erjesztőpincéket is építtetett) a Forst meghatározó tényező lett a születőben levő olasz sörpiacon, árusítani kezdték egész Trentinóban és egyéb közeli területeken is. 1917-ben Hans feleségéhez, Fannyhoz került a gyár, majd 1933-ban fiuk, Luis Fuchs lett az új tulajdonos, aki 56 éven keresztül vezette és fejlesztette a Forstot, amely végül elérte az évi 700 000 hektoliteres mennyiséget is. A 20. század végén a vállalat családos dolgozóinak házakat, az egyedülállóknak közösségi lakásokat juttatott. 1990-ben Luis özvegye, Margareta vette át a céget, aki felvásárolta a Menabrea nevű sörmárkát is.

## Fajtái
A Forst több különböző sört gyárt:
| Név         | Alkohol | Ajánlott hőmérséklet |
| ----------- | ------- | -------------------- |
| Premium     | 4,8%    | 6–8 °C               |
| Luxus Light | 2,9%    | 7 °C                 |
| 1857        | 4,8%    | 7 °C                 |
| V.I.P. Pils | 5,0%    | 6–8 °C               |
| Kronen      | 5,2%    | 6–8 °C               |
| Sixtus      | 6,5%    | 8 °C                 |
| Heller Bock | 7,5%    | 8 °C                 |

## Képek

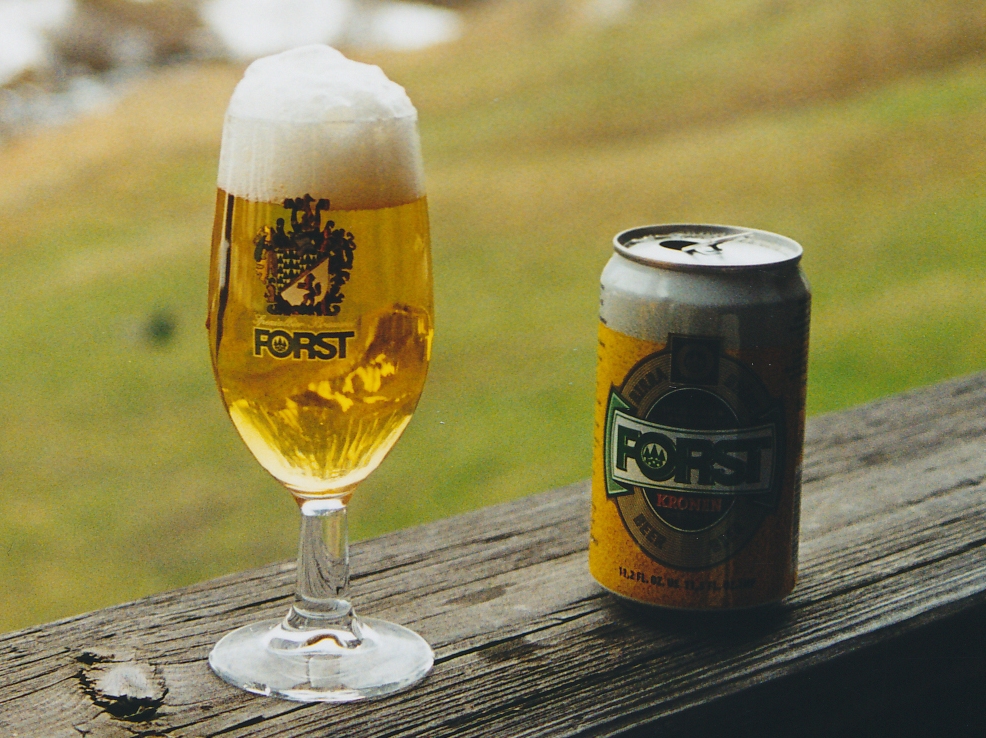
Pohár és doboz
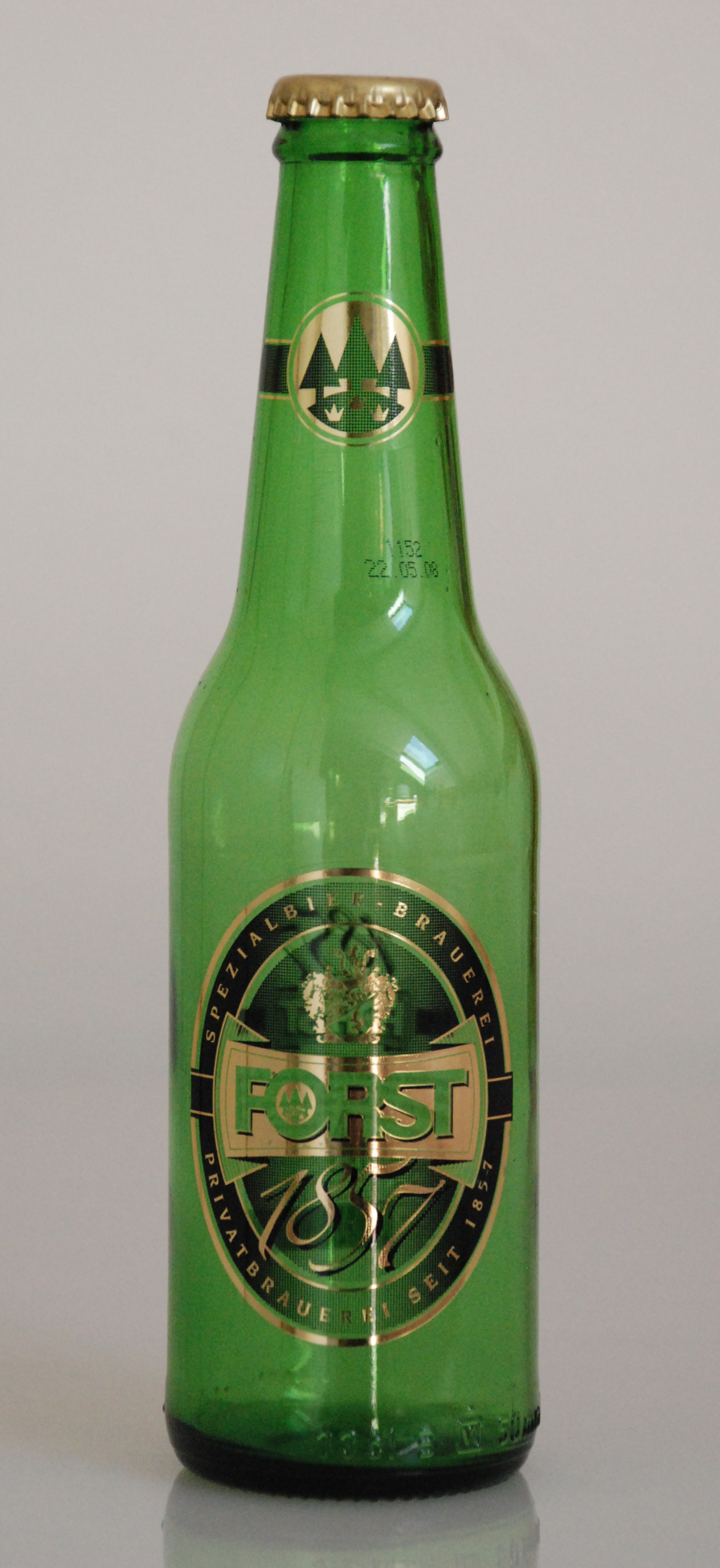
Forst 1857
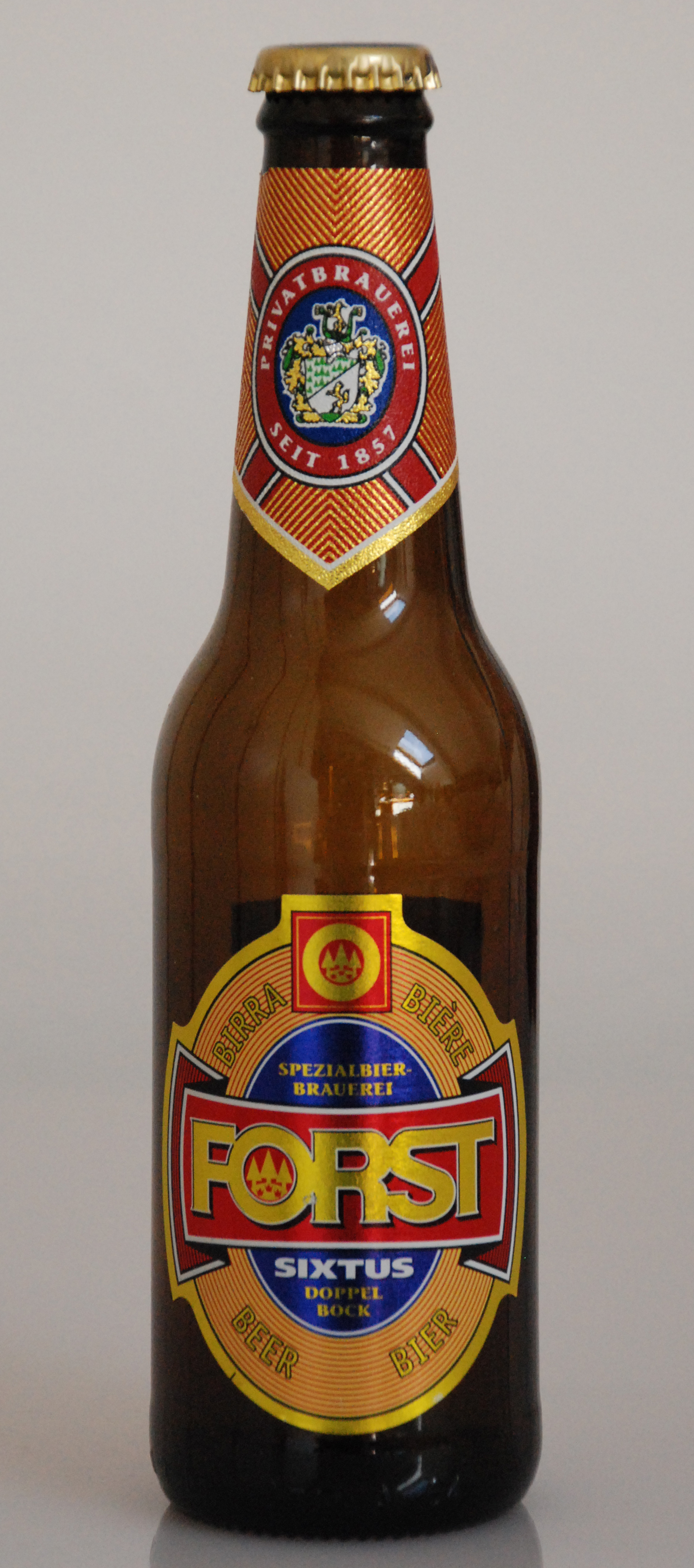
Forst Sixtus
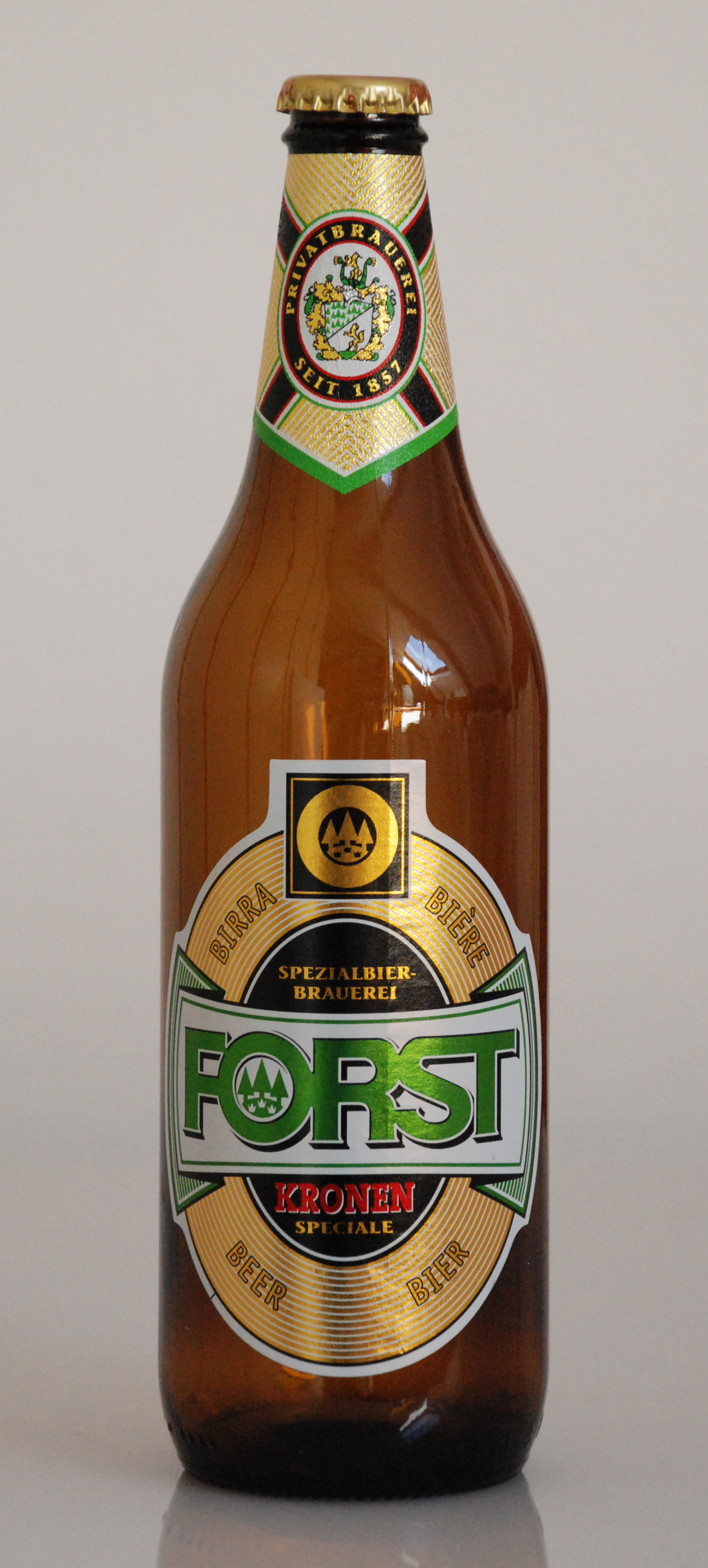
Forst Kronen
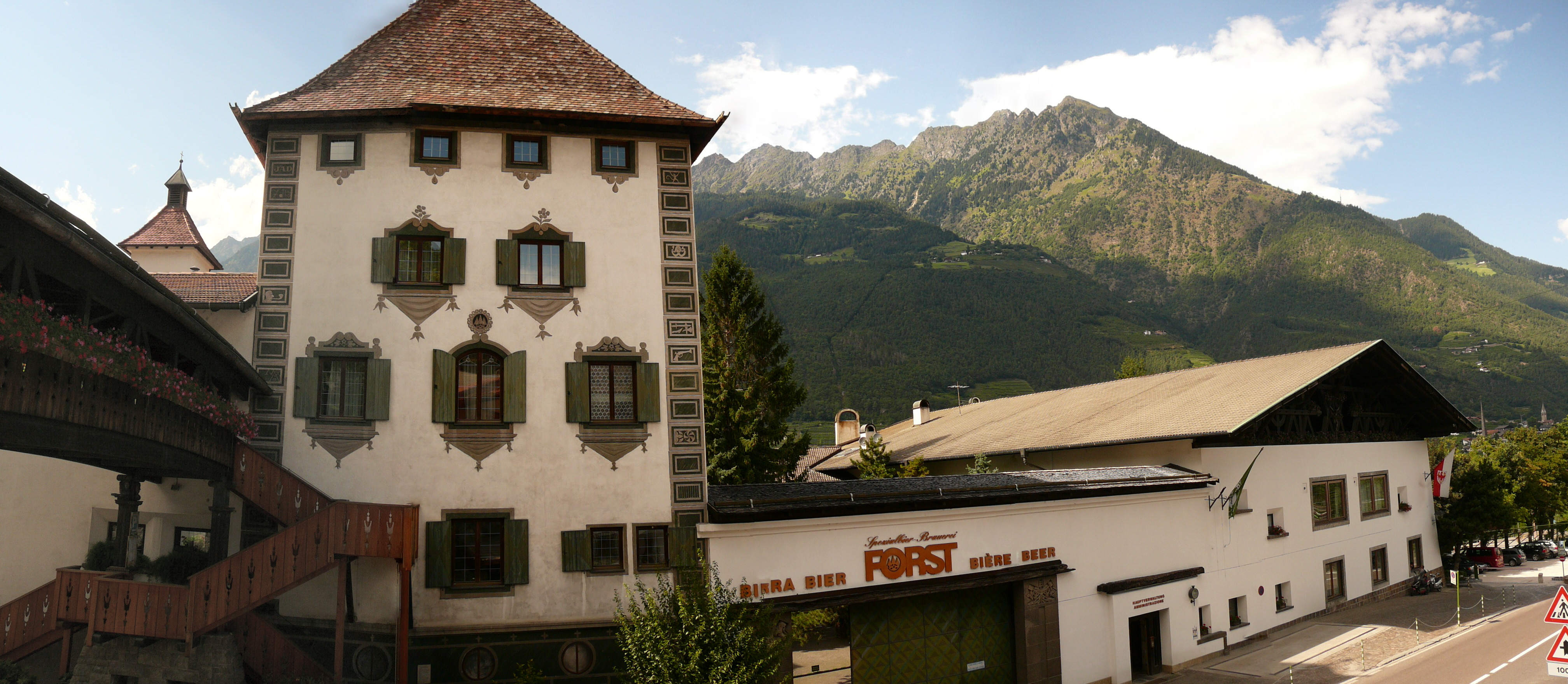
A Forst főzdéje